# Ciechosława
Ciechosława – staropolskie imię żeńskie, złożone z członów Ciecho- ("uciecha, pociecha") i -sława ("sława"). Imię to mogło oznaczać "sławiąca radość". Zob. też Ciesława. W źródłach polskich poświadczone od XIII wieku (1265 rok).
Ciechosława imieniny obchodzi 30 czerwca, 4 grudnia.
Forma męska: Ciechosław